# Comesoma simile
Comesoma simile är en rundmaskart som beskrevs av Nathan Augustus Cobb 1898. Comesoma simile ingår i släktet Comesoma och familjen Comesomatidae. Inga underarter finns listade i Catalogue of Life.